# Milęcin
Milęcin – wieś sołecka w Polsce położona w województwie mazowieckim, w powiecie pruszkowskim, w gminie Brwinów.
| SIMC    | Nazwa      | Rodzaj    |
| ------- | ---------- | --------- |
| 0000661 | Czubinek   | część wsi |
| 0000678 | Magdalenów | część wsi |
| 0000684 | Zygmuntów  | część wsi |

Wieś szlachecka Milencino położona była w drugiej połowie XVI wieku w powiecie błońskim ziemi warszawskiej województwa mazowieckiego. W latach 1975–1998 miejscowość administracyjnie należała do województwa warszawskiego.